# Meluḫḫa

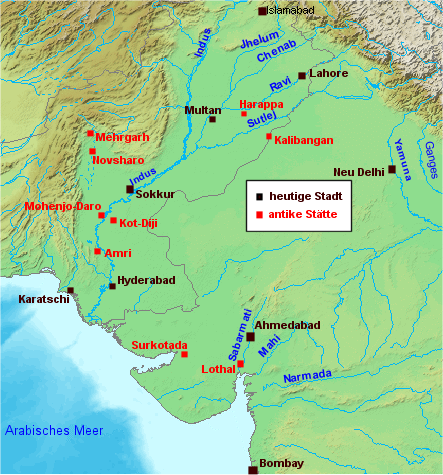
Lage Gujarats (Lothal und Surkotada) im Gebiet der Induskultur

Meluḫḫa (auch Meluhha, Meluha, Melucha oder Meluchcha) ist der Name der Halbinsel Gujarat unter Berücksichtigung der angrenzenden Regionen Nordwestindiens mit Einschluss Pakistans (Bergregionen Karatschis). Als Beinamen trug Meluḫḫa den Namen „Land des Karneols“. Die in sumerischer Sprache nach ihrer Herkunft benannten Bewohner „Meluḫḫiter“ hatten sich aufgrund ihrer Handelsbeziehungen unter anderem auch in Babylonien angesiedelt. Belege für direkte Kontakte zwischen Meluḫḫa und mesopotamischen Gebieten fehlen seit der Ur-III-Zeit (ungefähr zu diesem Zeitpunkt ging die Indus-Kultur unter).
Schon zu sumerischer Zeit scheint Meluhha ein legendäres Land gewesen zu sein, mit dem sich Vorstellungen von Reichtum und Frieden verbanden. Meluḫḫa lieferte unter anderem neben Zinn, Lapislazuli, Karneol und Gold weitere Luxusartikel in die mesopotamischen Gebiete. Der Gott Enki begab sich in einem Schöpfungsmythos nach der Schaffung der Welt auf eine Schiffsreise, um dem Lande Sumer und Ur ein günstiges Schicksal „genauso wie dem Fremdland Meluhha“ zu bescheren. Enki war nach sumerischer Tradition offenbar auch Gott des Landes Meluhha.
Sargon von Akkad beschrieb die Meluḫḫiter als „Fremde wie unbekannte Vögel, die mit Affen, Büffeln und Elephanten“ nach Akkad kamen. Naram-Sin berichtet, dass „Meluḫḫiter, die Leute des schwarzen Landes, die Habe der fremden Länder/die fremde Habe brachten“. Gudea schildert in seiner Bauhymne die Herkunft von Baustoffen für einen Tempel, den er für den Gott Ningirsu errichten ließ. Unter anderem berichtet er dort „Magan und Melucha sammelten Bauholz von ihren Bergen“.